# Устимовка (Харьковская область)
Устимовка (укр. Устимівка), село,
Руновщинский сельский совет,
Зачепиловский район,
Харьковская область.
Код КОАТУУ — 6322283504. Население по переписи 2001 года составляет 312 (139/173 м/ж) человек.

## Географическое положение
Село Устимовка находится на расстоянии в 1 км от реки Орчик (левый берег), выше по течению на расстоянии в 1 км расположено село Романовка, на противоположном берегу — сёла Чернещина и Руновщина.

## История
- 1799 — дата основания.

## Экономика
- Молочно-товарная ферма.
- «УСТИНОВСКОЕ», ООО.

## Объекты социальной сферы
- Фельдшерско-акушерский пункт.